# Pfeil-Paradoxon
Im Pfeil-Paradoxon denkt Zenon von Elea über die Wirklichkeit von Bewegung nach. Zenon sagt, ein fliegender Pfeil nehme in jedem Moment seiner Flugbahn einen bestimmten, exakt umrissenen Ort ein. An einem exakt umrissenen Ort befinde sich der Pfeil in Ruhe, denn an einem Ort könne er sich nicht bewegen. Da sich der Pfeil in jedem Moment also in Ruhe befinde, müsste er sich insgesamt in Ruhe befinden. Paradox: Wir nehmen aber auch an, dass der Pfeil fliegt.

## Antwort der klassischen Physik
Die klassische Physik beantwortet die Frage nach der Möglichkeit von Bewegung mit dem Konzept des unendlich Kleinen oder – anders gesagt – dem Grenzwertbegriff. Ausformuliert wurde dieses Konzept zwei Jahrtausende später von Isaac Newton und Gottfried Wilhelm Leibniz (unabhängig voneinander). Zu jedem Zeitpunkt {\displaystyle t} befindet sich der Pfeil genau an einem Ort {\displaystyle s(t)}, und zu einem anderen Zeitpunkt {\displaystyle t'>t} bereits an einem anderen Ort {\displaystyle s(t')}. Die Geschwindigkeit
{\displaystyle v={\frac {s(t')-s(t)}{t'-t}}}
bleibt in einem Inertialsystem (also ohne Beschleunigungen oder Abbremsungen) dabei für alle {\displaystyle t'} gleich, also auch im Grenzfall {\displaystyle \lim _{t'\to t}v}.
Der Flug des Pfeiles ist nur vor dem Kontext eines Kontinuums von Zeit und Raum zu verstehen. Die Grenzwerte Moment und Ort in diesem Kontinuum reichen als Modell zum Verständnis einer Bewegung dagegen nicht aus. Das Pfeil-Paradoxon ist ein Beispiel dafür, wie ein ungeeignetes oder unzulängliches Modell der Realität zu einer offensichtlich falschen Vorhersage führt, hier: Bewegung sei unmöglich.

## Zitate
„Das Bewegte bewegt sich weder in dem Raume, in dem es ist, noch in dem Raume, in
dem es nicht ist.“

„Es bewegt sich etwas nur, nicht in dem es in diesem Jetzt hier ist und in einem anderen
Jetzt dort, sondern in dem es in ein und demselben Jetzt hier und nicht hier, indem es
in diesem Hier zugleich ist und nicht ist. Man muss den alten Dialektikern die Widersprüche zugeben, die sie in der Bewegung aufzeigen, aber daraus folgt nicht, dass darum
die Bewegung nicht ist, sondern vielmehr dass die Bewegung der daseiende Widerspruch
selbst ist.“